# Volkach (Main)
Die Volkach ist ein gut dreißig Kilometer langer linker und östlicher Nebenfluss des Mains in Bayern, der in den unterfränkischen Landkreisen Schweinfurt und Kitzingen verläuft.

## Name
Der Name erscheint erstmals als Landschaftsnamen im Jahr 786 (Folcfeld). Die Endung -ach leitet sich vom althochdeutschen -aha mit der Bedeutung „Fließgewässer, Fluss“ ab. Möglicherweise handelt es sich bei dem Namen um eine Verkürzung von Volk(feld)ach. Das Bestimmungswort steht wohl in Zusammenhang mit dem germanischen Wort *fulka- „Volk, Kriegsvolk“ im Sinne von „Ort an dem sich das Kriegsvolk versammelt“.

## Geographie

### Verlauf
Die Volkach beginnt am Zusammenfluss von Grundbach, Holzbach und Mühlbach im Gemeindegebiet von Michelau im Steigerwald zwischen den Ortsteilen Prüßberg und Neuhausen. Auf den ersten Kilometern bis zur Ortslage Michelau wird sie noch Aubach genannt, ab hier dann Volkach. Sie fließt zunächst in westlicher Richtung durch Dingolshausen und Gerolzhofen, dann kurz nach Norden bis zur Einmündung des Silberbachs und im Unterlauf mit Hauptrichtung Südwest durch die Ortschaften Frankenwinheim-Brünnstadt, Kolitzheim-Zeilitzheim, Volkach-Obervolkach und die Stadt Volkach. Dann wird sie durch einen Düker unter dem Mainkanal hindurchgeführt, der für die Binnenschifffahrt die Mainschlinge von Nordheim abkürzt. Auf der Weininsel mündet sie im Naturschutzgebiet Alter Main bei Volkach, südlich von Volkach-Astheim, in den Main.

### Zuflüsse
Zu den Zuflüssen der Volkach gehören (flussabwärts betrachtet):
| Name           | GKZ        | Länge in km | EZG in km² | Zuflussrichtung  | Mündungsort                |
| -------------- | ---------- | ----------- | ---------- | ---------------- | -------------------------- |
| Aubach         | 24318      | ca. 05,8    | ca.        | rechter Oberlauf | Michelau im Steigerwald    |
| Silberbach     | 24318-14   | ca. 06,6    | ca. 08,5   | rechts           | nach Gerolzhofen           |
| Seehausbach    | 24318-2    | ca. 06,9    | ca. 23,9   | rechts           | vor Kolitzheim-Zeilitzheim |
| Gaibach        | 24318-3+?? | ca. 02,1    | ca. 03,6   | rechts           | bei Volkach-Stettenmühle   |
| Weidachbach    | 24318-4    | ca. 16,4    | ca. 34,0   | links            | in Volkach-Obervolkach     |
| Eschbachgraben | 24318-5+?? | ca. 3,3     | ca.        | rechts           | in Volkach-Volkach         |

### Flusssystem Volkach
- Fließgewässer im Flusssystem Volkach

### Ortschaften
Zu den Ortschaften an der Volkach gehören (flussabwärts betrachtet):
| - Michelau im Steigerwald - Dingolshausen - Gerolzhofen - Frankenwinheim-Brünnstadt - Kolitzheim-Zeilitzheim - Volkach-Obervolkach - Volkach |

## Fauna
In der Volkach kommen Bachforelle, Bachschmerle, Brachse, Gründling, Mühlkoppe, Hasel, Hecht, Karpfen, Regenbogenforelle, Aal, Aitel, Rotauge und Schleie, sowie in einigen Nebengewässern der Steinkrebs und vereinzelt der Edelkrebs vor. Seit 2017 wurde auch der Biber beobachtet.

## Mühlen
- Mühlen an der Volkach